# Instituto Nacional de Evaluación Educativa (España)
El Instituto Nacional de Evaluación Educativa (INEE) es un organismo dependiente del Ministerio de Educación de España responsable de la evaluación del sistema educativo español. Actualmente se integra en la Dirección General de Evaluación y Cooperación Territorial de la Secretaría de Estado de Educación.

## Funciones
De acuerdo al Real Decreto 498/2020, de 28 de abril, el INEE tiene como funciones:
- La coordinación de las políticas de evaluación general del sistema educativo y la realización, en colaboración con los organismos correspondientes de las administraciones educativas, de las evaluaciones que atribuya al Ministerio de Educación y Formación Profesional la normativa vigente.
- La coordinación de la participación del Estado español en las evaluaciones internacionales y la participación en la elaboración de los indicadores internacionales de la educación no universitaria, sin perjuicio de las competencias de la Subsecretaría en materia estadística. El seguimiento y participación en las actuaciones de la Unión Europea y resto de organismos internacionales, así como en los programas de cooperación internacional, desarrolladas en el ámbito competencial de la Dirección General, sin perjuicio de las funciones que corresponden a la Dirección General de Planificación y Gestión Educativa, en coordinación, cuando corresponda, con el Ministerio de Ciencia, Innovación y Universidades y el Servicio Español para la Internacionalización de la Educación (SEPIE), adscrito al mismo, en el ámbito de sus competencias.
- La elaboración del Sistema Estatal de Indicadores de la Educación, en colaboración con la Secretaría General de Formación Profesional en las enseñanzas atribuidas a ella, y la realización de investigaciones y estudios de evaluación del sistema educativo, así como la difusión de la información y el conocimiento que ofrezcan ambas actuaciones y las evaluaciones nacionales e internacionales.
- La gestión de las redes sobre de información y documentación sobre sistemas educativos (EURYDICE-España, REDIIE y otras).

## Cómo surgió el INCE
Con la aprobación, en octubre de 1990, de la Ley Orgánica de Ordenación General del Sistema Educativo (LOGSE), se inicia un proceso de reforma profunda de la educación en España. Esta reforma educativa supone un compromiso con la sociedad española en la consecución de una enseñanza de calidad en todas sus formas y modalidades.
En el artículo 55 de la LOGSE se hace referencia al compromiso que deben adoptar los poderes públicos para la mejora de la enseñanza. Y en el artículo 62 de la citada ley se aborda directamente el tema de la evaluación del sistema educativo, que se confía al Instituto Nacional de Calidad y Evaluación (INCE). Para desarrollar lo dispuesto en la LOGSE, el 18 de junio de 1993 se aprobó el Real Decreto 928/1993, por el que se regula el INCE, y en el cual se especifican con mayor detalle sus funciones, la composición y atribuciones de sus órganos de gobierno y los principios básicos de su organización.
El organismo ha recibido muchos nombres a lo largo de su historia, pero es en 2012 cuando adquiere su actual denominación: Instituto Nacional de Evaluación Educativa (INEE).